# 托米斯拉夫
托米斯拉夫（9世紀—10世紀）），克羅埃西亞第一位國王。在他為時20年左右的統治期間，克羅地亞不僅取得達爾馬提亞和潘諾尼亞的統治權从而統一約莫相當於現代的克羅地亞疆域、擊潰了後來組成匈牙利的馬扎爾人和保加利亞人的入侵，並將公國建設成当地強大王國。

## 生平
托米斯拉夫於925年被教宗若望十世提及下變為克羅埃西亞國王；後世認爲克羅埃西亞也就此從公國轉為王國。在10世紀上半葉和中葉時君士坦丁七世所著的《帝国行政论》誇張的記錄下，托米斯拉夫统治下克羅地亞有可觀的陆上軍力。當時保加利亞正與拜占庭帝國作戰，西美昂沙皇领导下的保加利亞保护著塞爾維亞。由於托米斯拉夫傾向支持拜占庭一方、加上塞爾維亞地區人口向西流亡入克羅地亞，保加利亞於926年入侵克羅埃西亞。托米斯拉夫领导下的克羅地亞在现今波斯尼亚东部、克保边界地区的戰爭中打敗了保加利亞，維持了克羅埃西亞的獨立。
在現今的克羅埃西亞首都扎格瑞布，有一座托米斯拉夫一世的雕像。

## 資料來源
- Budak, Neven.  (PDF). Zagreb: Hrvatska sveučilišna naklada. 1994  [14 March 2017]. ISBN 953-169-032-4. （原始内容 (PDF)存档于2017-03-15） （克罗地亚语）.
- Goldstein, Ivo.  (PDF). Journal of the Institute of Croatian History. May 1985, 18 (1): 23–55  [13 March 2017]. （原始内容存档于2020-12-04） （克罗地亚语）.